# نادي مدحاء
نادي مدحاء من الأندية العمانية العريقة في عمان ومحافظة مسندم وله العديد من المشاركات الفاعلة في مختلف الأنشطة والفعاليات الرياضية التي تقيمها الاتحادات الرياضية. تأسس النادي في 1978م .